# نریسه ایزد
نریسه ایزد (به زبان فارسی میانه)، نریسف یزد (به زبان پارتی) یا فرستادهٔ سوم، نام ایزدی مانوی است که ایزد نجات بخش و نماد نرینهٔ انسان است. در اسطوره آفرینش مانوی هنگامی که هرمزدبغ که برابر کیومرث زرتشتی است به اسارت سرزمین تاریکی می‌رود امهرسپندان برای نجات او به سرزمین ظلمت می‌روند. هرمزدبغ رهایی می‌یابد اما پاره‌های فروزان نورانی مهراسپندان توسط دیوان ظلمت بلعیده شد. پدر روشنایی برای خارج کردن این اخگرها از تاریکی نریسه ایزد که نماد زیبای مردانگی بود را آفرید و به همراه دوشیزه روشنی که همان دوست روشنان است به‌صورتی اغواکننده بسوی دیوان فرستاد. دیوان تحریک شدند و پاره‌های موجود در بدن آنان خارج شد و به پایین هبوط نمود که از آن جهان مادی-مینوی امروزی پدید آمد.
نریسه ایزد یا فرستادهٔ سوم نخستین ایزد از ایزدان مرحلهٔ سوم آفرینش است. مهم‌ترین ایزد آفرینش دوم در فارسی میانه مانوی مهریزد (روح زنده) نام داشت اما در متون پارتی و سغدی مانوی یکی از نام های فرستادهٔ سوم مهریزد است.